# تايرون ليفيت
تايرون ليفيت (بالإنجليزية: Tyrone Levett)‏ مواليد 5 فبراير 1980 في نوتاسولغا، هو لاعب كرة سلة أمريكي. بدأ مسيرته الاحترافية في سنة 2002. يلعب في دوري كندا الوطني لكرة السلة. يحمل الرقم 35. يبلغ طوله 6 قدم 5 بوصة (2.0 م).

## المسيرة الاحترافية
لعب مع نادي فاغوس لكرة السلة للسيدات في موسم 2007–2008، ثم لعب مع نييغاتا ألبيريكس في موسم 2009–2010، ثم لعب مع نادي لوليو لكرة السلة في موسم 2010–2011.

## روابط خارجية
- تايرون ليفيت على موقع كلية كرة السلة في سبورتس رفرنس.كوم (الإنجليزية)
- تايرون ليفيت على موقع ريلجم (الإنجليزية)
- تايرون ليفيت على موقع بروبوليرز (الإنجليزية)